# Скісна риска
Скісна́ ри́ска (в інформатиці — прямий слеш, від англ. (forward) slash, у номерах та індексах — дріб) — друкарський знак у вигляді тонкої прямої лінії, нахиленої вправо, та розділовий знак.

## Пунктуація
Скісну риску використовують у значеннях, близьких до єднальних сполучників і та або, як вказівка переважання розділюваних слів у різних контекстах (наприклад, системність/несистемність подій), для поначення року, що не збігається з календарним (наприклад, 2019/2020, без відступів до та після); у цілісних сполучниках і/або, та/або; у позначенні співвідношення величин, параметрів. Уживається також без відступів до та після у скороченнях словосполучень і складних одиниць виміру (наприклад, с/г — сільскогосподарський; Ф/м — Фарад на метр).

## Математика
Зазвичай слеш використовують як позначення математичної операції ділення (разом з двокрапкою та обелюсом), відокремлюючи ділене від дільника. Зокрема, через скісну риску пишуться звичайні дроби. Приклади:
- 3 / 8 (три восьмих);
- x = a / b (x дорівнює a, поділене на b).